# WorldWide Telescope
WorldWide Telescope (WWT) — компьютерная программа, созданная Microsoft Research, работающая под управлением либо программы-клиента на платформе Windows, либо кроссплатформенного браузерного клиента, созданного с использованием технологии Silverlight. Программа представляет собой компьютерный планетарий и позволяет рассматривать подробную фотографическую карту звездного неба, также поверхности различных тел Солнечной системы, совершать виртуальные путешествия по Земле и по Вселенной.
Источниками фотографий является космический телескоп Хаббла и около 10 расположенных на поверхности Земли телескопов. Фотографическая карта Земли собрана по подробнейшим доступным материалам, в первую очередь Геологической службы США и Роскосмоса. Программа эксплуатирует уникальную технологию Microsoft Visual Experience Engine, которая позволяет выполнять плавное панорамирование и наплывы. WWT позволяет моделировать небесные явления, происходящие как в настоящий момент времени, так и в любой момент времени от 1 до 4000 г. н. э.
Режим «Earth» позволяет просматривать подробную карту Земли — от масштаба земного глобуса до масштаба, в котором можно увидеть отдельные здания и даже более мелкие детали.
В режиме «Planet» можно просматривать детальные изображения Луны, Венеры, Марса, Юпитера и его спутников Ио, Европы, Ганимеда и Каллисто.
В режиме «Sky» можно просматривать высококачественную звездную панораму Terapixel, составленную на основе тысяч снимков звездного неба и небесных тел, сделанных из наземных и орбитальных телескопов в различных спектральных диапазонах — от радиоволн до гамма-лучей. Максимальный размер звездной карты Terapixel — 1 млн х 1 млн пикселей. Благодаря высокому качеству звездной карты WWT её можно масштабировать на купол планетария. WWT может использоваться как в малых планетариях с диаметром купола 3—6 м, так и в больших планетариях, где его необходимо настраивать для работы в многопроекторной конфигурации.
В режиме «Panorama» можно просматривать панорамы местности, отснятые на Луне и на Марсе.
В режиме «SolarSystem» WWT предлагает трехмерную модель Солнечной системы, известной нам части Галактики и всей известной Вселенной.
Интерфейс программы WorldWide Telescope локализован для ряда языков, в том числе и для русского. Программа работает под управлением операционной системы Windows (не ниже Windows XP SP2) и предъявляет не слишком высокие системные требования (тактовая частота микропроцессора не менее 2 ГГц, не менее 1 ГБ оперативной памяти, не менее 512 МБ видеопамяти, рекомендуется совместимость с DirectX 10 или DirectX 11, не менее 1 ГБ свободного места на жестком диске, разрешающая способность монитора не менее 1024×768). Пользователи других операционных систем могут запускать веб-клиента WWT с ограниченной функциональностью.
Московский планетарий организовал постоянную экспозицию, основанную на WorldWide Telescope и устройстве Kinect.
В мае 2014 года «Майкрософт Рус» была официально представлена полностью русифицированная версия WorldWide Telescope.